# Épinay
Épinay je francouzská obec v departementu Eure v regionu Normandie. V roce 2010 zde žilo 325 obyvatel.

## Vývoj počtu obyvatel
Počet obyvatel 